# Episodi di Pulitzer Prize Playhouse (seconda stagione)
La seconda stagione della serie televisiva Pulitzer Prize Playhouse è andata in onda negli Stati Uniti dal 19 dicembre 1951 al 4 giugno 1952 sulla ABC.
| nº | Titolo originale                                     | Prima TV USA     |
| -- | ---------------------------------------------------- | ---------------- |
| 1  | The Skin of Our Teeth                                | 19 dicembre 1951 |
| 2  | Alison's House                                       | 2 gennaio 1952   |
| 3  | The Town                                             | 16 gennaio 1952  |
| 4  | Years of Grace                                       | 30 gennaio 1952  |
| 5  | Hill 346: A Report on Korea                          | 13 dicembre 1952 |
| 6  | Melville Goodwin, U.S.A.                             | 27 febbraio 1952 |
| 7  | Monsieur Beaucaire                                   | 12 marzo 1952    |
| 8  | Robert E. Lee                                        | 26 marzo 1952    |
| 9  | The Jungle                                           | 9 aprile 1952    |
| 10 | The Fascinating Stranger                             | 23 aprile 1952   |
| 11 | The Return of Mr. Moto                               | 7 maggio 1952    |
| 12 | The American Leonardo: The Life of Samuel F.B. Morse | 12 maggio 1952   |
| 13 | Daisy Mayme                                          | 4 giugno 1952    |

## The Skin of Our Teeth
- Diretto da:
- Scritto da:

### Trama
- Interpreti: Elmer Davis (se stesso - Narratore), Betty Field, Nina Foch (Sabrina), Thomas Mitchell (Mr. Antrobus), Mildred Natwick (Mrs. Antrobus), Peggy Wood (Gladys)

## Alison's House
- Diretto da:
- Scritto da:

### Trama
- Interpreti: Ruth Chatterton (Alison Stanhope), Elmer Davis (se stesso - Narratore), Otto Kruger

## The Town
- Diretto da:
- Scritto da:

### Trama
- Interpreti: Joan Copeland, Elmer Davis (se stesso - Narratore), John Forsythe, Joseph Hardy, Aline MacMahon, Bobby Nick

## Years of Grace
- Diretto da:
- Scritto da:

### Trama
- Interpreti: Joan Chandler (Cecily), Elmer Davis (se stesso - Narratore), Ann Harding (Jane Carver), Lucile Watson

## Hill 346: A Report on Korea
- Diretto da:
- Scritto da:

### Trama
- Interpreti: Philip Bourneuf, Philip Coolidge, Elmer Davis (se stesso - Narratore), Vaughn Taylor

## Melville Goodwin, U.S.A.
- Diretto da:
- Scritto da:

### Trama
- Interpreti: Elmer Davis (se stesso - Narratore), Margalo Gillmore, Paul Kelly (generale Melville Goodwin), Jayne Meadows

## Monsieur Beaucaire
- Diretto da:
- Scritto da:

### Trama
- Interpreti: Elmer Davis (se stesso - Narratore), Anna Lee (principessa Henriette), Audrey Meadows (Lady Mary), Vincent Price (Duke de Chartles)

## Robert E. Lee
- Diretto da:
- Scritto da:

### Trama
- Interpreti: Ilka Chase, Elmer Davis (se stesso - Narratore), Robert Keith (Robert E. Lee)

## The Jungle
- Diretto da:
- Scritto da:

### Trama
- Interpreti: Elmer Davis (se stesso - Narratore), Nina Foch, Hanna Landy, Robert Preston, Kent Smith

## The Return of Mr. Moto
- Diretto da:
- Scritto da:

### Trama
- Interpreti: James Daly, Elmer Davis (se stesso - Narratore), Eva Gabor, Harold Vermilyea

## The American Leonardo: The Life of Samuel F.B. Morse
- Diretto da:
- Scritto da:

### Trama
- Interpreti: Elmer Davis (se stesso - Narratore), John Forsythe, Wanda Hendrix, Hanna Landy, Gene Raymond

## Daisy Mayme
- Diretto da:
- Scritto da:

### Trama
- Interpreti: Elmer Davis (se stesso - Narratore), June Havoc (Daisy Mayme Plunkett), Hanna Landy, Shepperd Strudwick (Cliff Mettinger